# 麟桂
麟桂（1804年-？），字月舫，索綽羅氏，滿洲镶白旗人，監生，筆帖式出身。清朝官员。

## 生平
历官禮部儀制司郎中、江西饒州府知府兼護九江關監督，道光二十五年浙江宁绍台道、二十八年（1848）苏松太道道台（1848-1851，驻扎上海），咸丰元年（1851）福建鹽法道、浙江鹽運使，二年山西按察使、浙江布政使，三年署江寧布政使、光禄寺卿，咸丰四年江苏布政使。
道光三十年，以捕獲江南洋盜有功，授加衔。咸丰三年（1853）署江甯布政使时，参与指挥与太平军在镇江的水陆作战（载《 清實錄咸豐朝實錄》）。
1845年11月29日，清政府苏松太兵备道宫慕久与英国领事巴富尔（George Balfour）共同公布《上海土地章程》（又称《上海租地章程》），设立上海英租界。麟桂在任江蘇蘇松太道期间，上海英租界得到扩展，新成立了法租界。1848年11月27日，麟桂与英国领事阿礼国（John R. Alcock）签订协定，将上海英租界的西部边界从界路（河南中路）扩展到泥城浜（今西藏中路），北面从李家庄推展到苏州河，在协议中第一次正式把吴淞江写作了“苏州河”。这是上海英租界第一次扩充，面积扩展到2800多亩。
1849年4月6日，麟桂和法国领事敏体尼（Louis de Montigny）议定，开辟上海法租界。同年，同意了美國傳教士文惠廉（William Jones Boone）提出的在虹口建立美國租界的要求。
上海法租界當局將長樂路362弄的一條小路命名為「麟桂路」（正式命名时取谐音，叫灵桂路，1946年改称为林谷路，1948年注销路名改称长乐路362弄），即现在进贤路的东段。麟桂路是法租界中仅有的兩條用中國人命名的街道之一（另一条是1922年后的朱葆三路，今溪口路）。
他刊印過《水陸攻守戰略秘書七種》（1853），包括《百戰奇略》。著有《退省堂诗集》六卷（钞本，藏北京国家图书馆），其中卷一有《用红楼梦菊花十二詠目》十二首诗。在浙江布政史任上，担任《浙江海運漕糧全案：初編》8卷（1865）总纂官。1851年冬，麟桂从上海转任福建时，众朋友在蘇州寶帶橋乙未亭为其饯行，江苏松江府知府何士祁特此作《胥江餞別圖》卷（1851）。

## 家庭
- 父恆靜（字遠齋），乾隆丁未繙繹舉人，戶部銀庫郎中、吏部文選司郎中兼公中佐領。母瓜爾佳氏。
- 胞兄文端公麟魁，道光六年（1826）二甲一名進士，官至兵部尚書。
- 胞侄恩壽，特賜舉人，同治十三年（1874）進士，官至江苏、陝西巡撫。